# 1980 في الكويت

## المناصب
- أمير الدولة: جابر الأحمد الصباح
- رئيس الوزراء وولي العهد: سعد العبد الله السالم الصباح

## مواليد
- محمد الشطي - ممثل.
- أحمد صبيح - لاعب كرة القدم.
- مها محمد - ممثلة.
- محمد الشطي - ممثل.
- ياسة - ممثلة.
- فاطمة الطباخ - ممثلة وإعلامية.
- أحمد الخلف - مخرج.
- حميد البلوشي - ممثل.
- عذاري قربان - ممثلة وإعلامية.
- محمد خالد الوزير - ممثل.
- سعد كنعان - ممثل.
- شمس - مغنية.
- فاطمة سالم - ممثلة.
- حليمة بولند - إعلامية.
- سعد علوش - شاعر.